# بخش چاستوزرسکی
بخش چاستوزرسکی (به لاتین: Chastoozersky District) یک منطقهٔ مسکونی در روسیه است که در استان کورگان واقع شده‌است.